# Монтелупо-Альбезе
Монтелупо-Альбезе (итал. Montelupo Albese) — коммуна в Италии, располагается в регионе Пьемонт, в провинции Кунео.
Население составляет 503 человека (2008 г.), плотность населения составляет 84 чел./км². Занимает площадь 6 км². Почтовый индекс — 12050. Телефонный код — 0173.
Покровителем населённого пункта считается святой San Bonaventura di Bagnoregio.

## Демография
Динамика населения:

## Администрация коммуны
- Официальный сайт: http://www.comune.montelupoalbese.cn.it/